# Kihlanki (Finland)
Kihlanki is een dorp binnen de Finse gemeente Muonio.  Het dorp ligt aan de Europese weg 8 en de Muonio tussen de plaatsen Muonio en Kolari.
In Zweden ligt een plaatsje met dezelfde naam, maar de dorpen liggen niet tegenover elkaar, ze liggen circa een kilometer uit elkaar, schuin tegenover elkaar aan de Muonio, die hier de grens vormt. 